# رانغر
رانغر (بالأوردية: رانگڑ) هي مجموعة عرقية مسلمة، تتواجد في مقاطعتي السند والبنجاب في باكستان وفي ولايات هاريانا ودلهي وأوتار براديش في الهند. ونادرًا ما يُستخدم مصطلح رانغر من قبل المجتمع نفسه، وهم يفضلون تسمية راجبوت مسلم.
في هاريانا، يتحدث رانغر لهجة خاصة بهم، دعا رانغاري، التي هي في حد ذاتها لهجة من هاريانفي، والكثير في باكستان لا يزالون يستخدمون نفس اللغة.أما الذين من ولاية اوتار براديش يتكلمون لغة خاري بولي فيما بينهم، والأوردو مع الغرباء. بعد قيام دولة باكستان في عام 1947، هاجر العديد من الرانغريون من ولاية أوتار براديش إلى البنجاب والسند في باكستان. هم سنيون تمامًا من أتباع المذهب الحنفي ويتبعون المدرسة ديوبنديةوبعضهم يتبع المدرسة البريلوية.